# Roger (trasmissioni)
Roger, (Received Order Given, Expect Results— cit.) nella procedura radiotelefonica in lingua inglese ACP125 è un'istruzione di procedura che significa "ricevuto", dal fatto che la parola Roger era la designazione fonetica alfabetica della lettera R, che stava per received.
Di uso comune anche in ambito civile, per esempio nelle comunicazioni terra-bordo-terra nell'ambito del controllo del traffico aereo civile. 
Nella versione italiana di tale procedura l'equivalente istruzione è "Ricevuto", non è mai una domanda ed è tuttora in vigore.
Dagli anni ’50, dopo la Seconda Guerra Mondiale, l’ACP 125 è stato quasi completamente sostituito dall’ICAO, un linguaggio convenzionale utilizzato dalle compagnie aeree, in cui la lettera R sta per “Romeo” e non più per “Roger”. Roger rimane comunque d’uso frequente nelle comunicazioni radiotelefoniche aeronautiche, insieme ad altri comandi fondamentali come “Over” (passo) o “Out” (chiudo).

## Curiosità
Nella sitcom italiana Piloti, il primo ufficiale copilota Max Conti crede che Roger sia una persona che sta nella torre di controllo.